# Macoma elimata
Macoma elimata är en musselart som beskrevs av Dunnill och Eugene V. Coan 1968. Macoma elimata ingår i släktet Macoma och familjen Tellinidae. Inga underarter finns listade i Catalogue of Life.